# Veliki Iran
Veliki Iran (perz. ایران بزرگ: Irān-e Bozorg ili ایران‌زمین: Irān-zamīn) ili Iranski kulturološki kontinent je naziv za područje kojim prevladava iranska kultura. Ono obuhvaća područje iranske visoravni, od Kavkaza na zapadu do rijeke Ind u današnjem Pakistanu na istoku, a tvori povijesni teritorij Irana.
Budući da se radi o kulturnom, a ne o političkom terminu, pod „Velikim Iranom“ podrazumijeva se teritorij povijesno naseljen iranskim narodima još od brončanoga doba. Naziv „Iran“ koristi se u zemljopisnom smislu već tisućljećima (vidi: Terminologija Irana i Perzije), dok se u političkom smislu prvi put koristi u doba Sasanida (3. stoljeće). U to doba Iran je bio višenarodna država koja je politički obuhvaćala Malu Aziju, no ne i podučja istočno od dviju iranskih pustinja. Situacija je, pak, obratna u kuluturnome smislu jer obuhvaća i iranske narode na istoku.

## Definicija
Prema Richardu Nelsonu Fryeu, Veliki Iran obuhvaća „većinu Kavkaza, Afganistana, Pakistana i Središnje Azije, dok se kulturni utjecaj proteže i za zapadnu Kinu i Indiju, te područja naseljena semitskim narodima“. Frye dodaje: „Veliki Iran podrazumijeva sve zemlje u kojima se govori ili se govorilo iranskim jezicima, odnosno sva područja gdje su postojale multinacionale iranske države“.
Richard Foltz navodi: „Često se uzima kako su svi narodi Velikog Irana - kulturološkog pojama koji se proteže od Mezopotamije i Kavkaza do Horezma, Transoksijane, Baktrije i Parmisa, te uključuje Perzijance, Medijce, Parte, Sogdijance i ostale - bili zoroastristi u preislamskom razdoblju“. Prema Grcima, Veliki Iran protezao se do rijeke Ind.
Povjesničari J. P. Mallory i Douglas Q. Adams tvrde kako se u zapadnom dijelu Velikog Irana u ahemenidsko doba govorilo sjeverozapadnim iranskim jezicima, dok se na istočnom dijelu govorilo istočnim iranskim jezicima koji odgovaraju Avesti.
George Lane također navodi kako su Ilkanidi nakon raspada Mongolskog Carstva postali vladari Velikog Irana. Prema Judith G. Kolbas, Uljayti je vladao ovim područjem između 1304. i 1317. godine.
Glavni izvori poput povjesničara Mira Khvanda (koji proučava timuridsko razdoblje) definiraju „Iranšaher“ (Veliki Iran) kao područje između Eufrata i Amu-Darje.
Tradicionalno, kroz povijest pa sve do današnjeg dana, etnička pripadnost nikada nije bila definirajući kriterij pri određivanju granica Velikog Irana. Richard Nelson Frye navodi: „Mnogo puta isticao sam kako današnji narodi Središnje Azije, govorili oni iranskim ili turkijskim jezicima, imaju jednu kulturu, jednu religiju, jedan sustav društvenih vrijednosti, te samo jezik koji ih razlikuje.“
Tek u novije doba zapadna kolonijalna intervencija uvjetovala je etničke tendencije odnosno etničku podijelu granica u pokrajinama Velikog Irana. Patrick Clawson spominje kako je etnički nacionalizam fenomen koji se pojavio u 19. stoljeću, te kako je Veliki Iran oduvijek bio super-država u kulturnom, a ne političkom smislu.
U djelu Nuzhat al-Qolub (نزهه القلوب), srednjovjekovni zemljopisac Hamdolah Mostowfi piše:
چند شهر است اندر ایران مرتفع تر از همه

Neki gradovi Irana su bolji od ostalih,

بهتر و سازنده تر از خوشی آب و هوا

Oni imaju lijepo i ugodno vrijeme,

گنجه پر گنج در اران صفاهان در عراق

Bogata Gandža od Arana, i Isfahan jednako tako,

در خراسان مرو و طوس در روم باشد اقسرا

Merv i Tus u Horasanu, i Keneurgenč (Aksara) također.
The Cambridge History of Iran vodi se prema zemljopisnom pristupu kojeg opisuje kao „povijesni i kulturološki entitet Velikog Irana“. Ono obuhvaća teritorije Irana, Afganistana, te kineske i bivše sovjetske Središnje Azije. Detaljnija lista slijedi u nastavku ovog članka.

## Pozadina
Na perzijskom jeziku Veliki Iran se naziva Iranzamin (ایرانزمین) što znači „Iranska zemlja“. Pojam Iranzamin je u mitologiji navodio kao suprotnost „Zemlji Turan“, koja se nalazi u gornjem dijelu Središnje Azije.
Tokom predislamskog razdoblja, Iranci su zemlju kojom su vladali dijelili na dva dijela; „Iran“ i „Aniran“. Pod Iranom podrazumijevale su se sve pokrajine naseljene drevnim iranskim narodima, a obuhvaćale su mnogo veće područje nego danas. Također, isti teritorij (suprotan Aniranu) smatra se jezgrom ranog Velikog Irana. Kasnije su se granice područja naseljenih iranskim narodima mijenjale, no njihovi jezici i kultura sadržali su dominantni status u većini dijelova Velikog Irana.
Primjerice, perzijski jezik je bio vodeći jezik u Središnjoj Aziji i na Kavkazu sve do ruske okupacije. Središnja Azija se u kulturnom smislu smatra i kolijevkom modernog perzijskog jezika. Također, prema britanskoj vladi, perzijski jezik je korišten kao glavni i u iračkom Kurdistanu sve do britanske okupacije odnosno mandata (1918. – 1932.).
Brojni faktori uzrokovali su gubitak srednjoazijskih kanata: slabljenje Perzije u 17. i 18. stoljeću, širenje Ruskog i Britanskog Carstva, Gulistanski i Turkmenchay ugovor prema kojima su Rusima prepušteni dijelovi teritorija, neočekivana smrt Abasa Mirze (1823.), ubojstvo perzijskog velikog vezira (Mirza AbolQasem Qa'im Maqām), itd. Zbog navedenih čimbenika mnogi kanati na sjeveru počeli su gubiti nadu u perzijsku pomoć protiv ruske carske armije. Ruske snage okupirale su obalu Aralskog jezera (1849.), Taškent (1864.), Buharu (1867.), Samarkand (1868.), te Hivu i Amu-Darju (1873.).
Citati Patricka Clawsona (Washington Institute for Near East Policy):
Mnogi Iranci smatraju kako prirodne granice njihovog utjecaja prelaze preko granica modernog Irana. Nakon svega, Iran je nekad bio mnogo veći. Portugalske snage zauzele su njegove otoke i luke u 16. i 17. stoljeću. U 19. stoljeću, Rusko Carstvo otelo je iz teheranskih ruku današnju Armeniju, Azerbajdžan, te dijelove Gruzije. Osnovne škole uče o iranskim korjenima ne samo u gradovima kao što je Baku, već i u sjevernijim mjestima kao što je Derbent u južnoj Rusiji. Perzijski šah prestao je s potraživanjima dijelova zapadnog Afganistana nakon anglo-iranskog rata (1856. – 1857.). Tek 1970. godine UN-ov konzulat okončao je iranska potraživanja za Bahreinom, otokom u Perzijskom zaljevu. U proteklim stoljećima, iranski suverenitet protezao se i preko Iraka, pa čak i zapadnije. Kada zapadni svijet prigovara o iranskom miješanju izvan svojih granica, iranska vlada često se opravdava time kako svoj utjecaj širi samo na područja koja je nekad posjedovala. Istovremeno, iranski gubici teritorija u korist stranih sila smatraju se uvredom čak i danas.
Današnji Iran je samo ostatak onog što je nekada bio. Na vrhuncu svoje moći, iranski vladari kontrolirali su Irak, Afganistan, zapadni Pakistan, većinu Središnje Azije, te Kavkaz. Mnogi Iranci danas smatraju ta područja dijelom iranske utjecajne sfere.
Od ahemenidskog doba, Iranci su morali braniti svoje zemljopisne granice. Ipak, velike planine i prostranstva Iranske visoravni više nisu bile dovoljne za obranu od ruske armije ili britanske mornarice. Početkom 19. stoljeća teritoriji Azerbajdžana, Armenije, Afganistana i većine Gruzije bili su iranski, no krajem istog stoljeća izgubljeni su kao rezultat europskih vojnih osvajanja.

## Pokrajine
Tokom srednjeg vijeka teritorij Velikog Irana sastojao se od dva dijela: Perzijskog Iraka (zapadni dio) i Horasana (istočni dio). Crta razdvajanja protezala se uglavnom uz gradove Gorgan i Damagan. Ova razdvojba korištena je pretežito u doba Gaznavida, Seldžuka i Timurida, o čemu svjedoče djela Abolfazl Bijakija („Tārīkhi Baïhaqī“), Al-Gazalija („Faza'ilul al-anam min rasa'ili hujjat al-Islam“), itd. Pokrajine Transoksijana i Horezm su uglavnom uključene u istočni dio (Horasan).

### Središnja Azija
Prema N. T. Homayounu: „Horezm je jedna od regija Iran-zameena, odnosno domovina drevnih Iranaca (Airyanem Vaejah), prema antičkoj knjizi Avesti“. Moderni učenjaci vjeruju kako je Horezm ono što drevni avestanski tekstovi nazivaju Ariyaneh Waeje ili Iran vij. Isti izvori navode kako je Urgandj, koji je bio glavnim gradom drevnog Horezma, zapravo „Ourva“; osma zemlja Ahure Mazde koja se spominje u Vendidadu. Michael Witzel, istraživač indoeuropske povijesti, vjeruje kako je Iran vij smješten u današnjem Afganistanu, odnosno u sjevernim područjima antičkog Horezma i šireg Horasana. Drugi povjesničari poput Eltona L. Daniela s Havajskog sveučilišta tvrde da Horezm najviše teritorijalno odgovara područjima koja su originalna domovina avestanskim narodima, dok Dehkhoda navodi kako je Horezm „kolijevka arijskih plemena“. Današnji Horezm je podijeljen između nekoliko država Središnje Azije.
Protežući se preko i izvan granica Horezma, Horasan je obuhvaćao područja Središnje Azije od Semnana na istoku, preko sjevernog Afganistana, do podnožja Pamira (antičke planine Imeon). Moderne pokrajine kao što su Sandžan u Turkmenistanu, te Razavi Horasan, Sjeverni i Južni Horasan u Iranu, ostaci su drevnog Horasana. Do 13. stoljeća i razarajuće mongolske invazije na pokrajinu, Horasan se smatrao kulturnom metropolom Velikog Irana.

#### Afganistan
Afganistan je bio dijelom Velikog Horasana, i nekad se poistovjećivao s nazivom „Horasan“ (zajedno s područjima oko Merva i Nišapura), što na perzijskom jeziku znači „istočna zemlja“.
U Afganistanu se nalazi Balh, u kojem su živjeli brojni proslavljeni perzijski književnici: Rumi, Rabi'a Balhi, Sanai Gaznavi, Džami i Hvaja Abdulah Ansari. Afganistanski jezik Dari je gotovo identičan istočnom dijalektu perzijskog jezika. Danas je vrlo raširen u Afganistanu, a nekoć je bio jednim od službenih jezika u sasanidsko doba.
Perzijski vladar Nasrudin-šah izgubio je kontrolu nad Heratom 1857. godine kada su ga zauzeli Britanci. Ipak, mnogi zemljopisni pojmovi i danas nose perzijske nazive: Gulistan, Šuhada, Badgis, Majmana, Kala i Nav, Murgab, Puli Humri, Mazar-e Šarif, Band-e Amir, Pušt-i Koh, Farjab, Ajristan, Kara Bag, Jovzdžan, Safid, Nuristan, Dih Bala, Hisarak, Nimruz, Nuristan, Pandžšir, Parvan, Samangan, Sar-i Pol, Maidanšar, Zabul.
زابل به کابل رسید آن زمان

Od Zabula on stigaše u Kabul,

گرازان و خندان و دل شادمان

Ponosan, radostan i veseo.

(Firdusi - Šahname)

#### Tadžikistan
Državna himna Tadžikistana „Surudi Milli“ govori o perzijsko-tadžičkom identitetu, koji je doživio preporod nakon raspada SSSR-a. Tadžički jezik je gotovo identičan perzijskom jeziku, a većina gradova u Tadžikistanu nosi perzijske nazive: Dušanbe, Isfara (Esfarayen), Rašt, Garm, Murgab, Vadat, Zarafšan, Šurab, Koljab, itd.

#### Turkmenistan
Moderni Turkmenistan (Nisa) je domovina iranske dinastije Arsakida koji su stvorili moćno Partsko ili Arsakidsko Carstvo. Merv je postao glavnim gradom kalifa Al-Mamuna (napola Perzijanac) koji je premjestio metropolu u područje slabijeg arapskog utjecaja. Ime turkmenistanski grada Eshgh Abada vuče korijene od perzijskog naziva Ashk Abad (doslovno: „Ashkov grad“, prema poglavaru dinastije Arsakida). Turkmenistan je zajedno s današnjim Iranom, Afganistanom i Uzbekistanom nekoć bio dijelom Airyanem Vaejaha („prostor arijskih naroda“ prema Avesti).

#### Uzbekistan
U današnjem Uzbekistanu nalaze se mnogi čuveni gradovi kao što su Afrasiab, Buhara, Samarkand, Šarisabz, Andidžan, Hive, Navā'i, Širin, Tirmez i Zarafšan. Brojni učenjaci tvrde kako su navedeni gradovi kolijevka modernog perzijskog jezika. Iranska dinastija Samanida koja je tvrdila kako vuče podrijetlo od Sasanida u Uzbekistanu je imala glavni grad.
ای بخارا شاد باش و دیر زی

Oj Buhara! Radosna budi i dugo živi!

شاه زی تو میهمان آید همی

Tvoj kralj ti dolazi na obred.

(Rudaki)

#### Zapadna Kina
Autonomna pokrajina Tashkurgan-Tadžik na krajnjem zapadu Kine utočište je perzijske manjine i njihove kulture. Osim navedene pokrajine, Iranski kulturološki kontinent obuhvaća i Kašgar, Jarkand, Hotan i Turfan koji su usko vezani uz iransku povijest.

### Kurdistan
Kurdistan je kulturološki i povijesno dio Velikog Irana preko 2500 godina. Kurdi govore sjeverozapadnim iranskim jezikom poznatim kao kurdski jezik, te čine većinu populacije u regiji koja također sadrži arapsku, armensku, ajsorsku, azersku, židovsku, osetsku te turkijske manjine. Većina stanovnika regije su muslimani, dok postoji i značajan broj jesida, jarsana, alevita, kršćana, kurdskih židova, mandaista i zoroastrijaca.

### Zapadni Pakistan
Zapadne pokrajine modernog Pakistana kao što su Sjeverozapadna granična provincija i Beludžistan naseljene su uglavnom iranskim narodima Paštunaca i Beludža koji čine većinu lokalne populacije. Paštunci i Beludži čine najistočnija iranska plemena, odnosno područje na kojem žive čini granični dio Iranske visoravni na istoku.

### Sjeverni Kavkaz
Područja Sjevernog Kavkaza kao što su Dagestan, Čečenija, Sjeverna Osetija, Kabardino-Balkarija i brojna druga bila su dijelom Irana sve dok ih u 18. i 19. stoljeću nije prisvojilo Rusko Carstvo. Snažan utjecaj perzijske kulture može se osjetiti čak i do Tatarstana u središnjoj Rusiji. Primjeri iranske arhitekture u mnogim kavkaškim područjima poput sasanidske tvrđave u Derbentu svjedoče o velikoj strateškoj važnosti za Perzijance koji su dominirali regijom do dolaska Rusa. Unatoč dvostoljetnoj ruskoj dominaciji, u velikom dijelu Kavkaza zadržani su brojni primjeri iranske tradicije kao što je proslava Novruza (iranske nove godine).

#### Zakavkazje
Prema Gulistanskom ugovoru, Iran se obavezao Ruskom Carstvu predati sva područja južnog Kavkaza, što uključuje kanate Baku, Širvan, Karabah, Gandža, Šaki, Kuba, te dijelove Tališa. Derbent (Darband) je također predan u ruke Rusima. Navedeni kanati čine dijelove modernog Azerbajdžana. Samo 15 godine kasnije, prema Turkmenchay ugovoru Iran je bio prisiljen predati i Nahičevan te dijelove Mugana i Erevana, koji su danas sastavni dio Azerbajdžana i Armenije. Brojna područja i naselja u ovoj regiji i danas nose perzijske nazive, odnosno imena koja vuku korijene iz iranskih jezika.

#### Armenija
Armenija je bila provincija brojnih Perzijskih Carstava još od ahemenidskog doba, zbog čega je stoljećima bila pod izravnim utjecajem perzijske kulture. Povijesno, naseljena je iranskim narodima koji su se miješali s kavkaskim narodima. Zbog brojnih političkih previranja između Perzijanaca i Rimljana odnosno Bizanta, Armenija je postala društvo isprepletenih lokalnih kultura, iranskih socijalnih i političkih struktura, te helenističke i kršćanske tradicije. Zbog snažnog utjecaja Zapada i Rusije, Armenija je unatoč stoljetnoj neovisnosti asimilirala brojne strane kulture, uključujući europsku i libanonsku.
Moderni Iran i danas ima relativno veliku armensku manjinu koja ima 300.000 ljudi, koja je ostavila traga u iranskoj povijesti (npr. Jeprem-han).

#### Nahičevan
Tijekom rane antike Narsih od Perzije podigao je fortifikacije u pokrajini Nahičevan. Kasnije su mnogi perzijski književnici i intelektualci iz kadžarskog razdoblja boravili na ovom području, koje je početkom 19. stoljeća pripalo Ruskom Carstvu.
که تا جایگه یافتی نخچوان

Oj Nahičevan, štujem tvoja dostignuća,

بدین شاه شد بخت پیرت جوان

S ovim kraljem sretan ćeš ostati.

(Nizami)

#### Gruzija
Gruzija ili „Gorjestan“ bila je perzijska provincija u sasanidsko doba, odnosno od vladavine Hormizda IV. Tijekom safavidskog razdoblja, Gruzija je postala jako kulturološki povezana s Iranom; perzijski jezik postao je službenim jezikom u Gruziji tokom vladavine šaha Tahmaspa i Alah Verdi-hana, koji je pripadao gruzijskoj eliti u safavidskoj vladi, te po kojem je nazvan i spomenik 33 pol u Isfahanu. Iranski premijer Amin al-Sultan imao je oca Gruzijca. Gruzija je ponovo bila jedna od perzijskih provincija od 1629. sve do 1762. godine kada je pripajaju Rusi.
Proiranski je posebno bio nastrojen južni dio Gruzije, dok se njen sjeverni dio oslanjao na rusku pomoć sa sjevera. Na grad Teflis (gruz. Tbilisi) Perzijanci su ostavili snažan kulturni utjecaj, a grad je svojevremeno bio i privremena rezidencija kadžarskih nasljednika princa Abasa Mirze.
Naposljetku, Perzija više nije mogla parirati Rusima u Gruziji, pa se službeno odrekla gruzijskog teritorija prema Gulistanskom i Turkmenchay ugovoru. Prema navedenim sporazumima, Iran se u korist Rusije odrekao svih gradova i sela u Gruziji, što uključuje i regije uz crnomorsku obalu kao što su Megrelija, Abhazija, Imeretija, and Gurija.
Za opširniju raspravu o ovoj temi pogledajte: Gorjestan  Arhivirana inačica izvorne stranice od 12. ožujka 2007. (Wayback Machine).

### Irak
Irak je bio provincija brojnih Perzijskih Carstava od ahemenidskog doba, zbog čega je bio pod snažnim utjecajem perzijske kulture. Mezopotamski grad Babilon je bio jedan od najvažnijih gradova Ahemenidskog Carstva, dok je i obližnji Ktezifont bio jedan od glavnih gradova Sasanidskog Carstva. Danas postoje brojni irački gradovi i provincije koje nose perzijska imena, poput Al-Anbara ili Bagdada. Ostali primjeri su Nokrad (arap. Al-Haditha), Suristan (Kufa), Šahrban (Miqdadiya), Arvandrud (Šat Al-Arab) i Ašeb (Imadiyya).
Patrick Clawson tvrdi:
„Arapski nacionalisti pokušavaju proširiti sadašnjost u prošlost, no to je iskrivljavanje stvarnosti. Iranski teritorij je nekoć obuhvaćao teritorij današnjeg Iraka. Prvi sasanidski glavni grad bio je Ktezifont, 33 km jugoistočno od Bagdada.“
Čak i nakon arabizacije Iraka tijekom islamskih osvajanja u 7. stoljeću, perzijski utjecaj zadržao se još stoljećima kasnije. Primjerice, slavni perzijski šijitski klerici sahranjeni su u Nadžafu i Karbali. Naposljetku, područje Iraka u 17. stoljeću gubi perzijska dinastija Safavida u korist Osmanskog Carstva. 

## Galerija karata
- Ahemenidsko Carstvo iz cca 500. pr. Kr.
- Sasanidsko Carstvo
- Zemljovid iz 1753. (Robert de Vaugondy)
- Zemljovid Središnje Azije iz 1719.
- Njemački zemljovid iz 1598.
- Safavidsko Carstvo
- Zemljovid nizozemskog zemljopisca Jodocusa Hondiusa iz 1610. koja među ostalim uključuje Baktriju i Gruziju
- Britanski zemljovid Perzije iz 1808.

## Međunarodni sporazumi
- 1639. - Ugovor Zuhab - Iran službeno predaje Bagdad i teritorij modernog Iraka u ruke Osmanskog Carstva.
- 1813. - Gulistanski ugovor - Iran se odriče prava na velika područja oko Kavkaza.
- 1828. - Ugovor Turkmenchay - Rusija prisvaja Kavkaz (potpisao Fath Ali Šah).
- 1857. - Pariški ugovor - Iran gubi Herat i područja Afganistana u korist Velike Britanije u zamjenu za južne luke (potpisao Naseredin Šah).
- 1881. - Ugovor Ahal - Iran se odriče prava na Merv i dijelove Horezmije u zamjenu za sigurosna jamstva od Rusije (potpisao Naseredin Šah).
- 1893. - Iran prepušta Rusiji dodatna područja uz rijeku Atrek (potpisali general Boutsoff i Mirza Ali Asghar Amin al-Sultan).
- 1907. - Perzija je trebala biti podijeljena na tri zasebna područja.
- 1970. - Iran se odriče prava na Bahrein u korist Velike Britanije u zamjenu za otoke Veliki i Mali Tunbs te Abu Musa u Perzijskom zaljevu.

## Poveznice
- Iran
- Afganistan
- Kurdistan
- Pakistan
- Perzijanizacija
- Perzijsko Carstvo
  - Medijsko Carstvo
  - Ahemenidsko Carstvo
- Iranska kultura
  - Zoroastrizam
  - Šijiti
- Iranski narodi
  - Perzijanci
  - Kurdi
- Iranski jezici
  - Perzijski jezik
  - Kurdski jezik
- Paniranstvo
- Iranska visoravan
- Iranologija
- Popis iranskih vladara
- Iranski glavni gradovi
- Terminologija Irana i Perzije

## Vanjske poveznice

### Engleski jezik
- Međunarodni sporazumi i zemljovid Velikog Irana  Arhivirana inačica izvorne stranice od 10. ožujka 2021. (Wayback Machine)
- Veliki Iran (Iranian.com)
- Perzijanci u Kini
- Piruz u Kini

### Perzijski jezik
- Intervju: Iran e Bozrorg (rasprava)  Arhivirana inačica izvorne stranice od 25. listopada 2007. (Wayback Machine) (2)  Arhivirana inačica izvorne stranice od 28. rujna 2007. (Wayback Machine) (3)  Arhivirana inačica izvorne stranice od 17. srpnja 2012. (Wayback Machine)